# Echipament individual de protecție

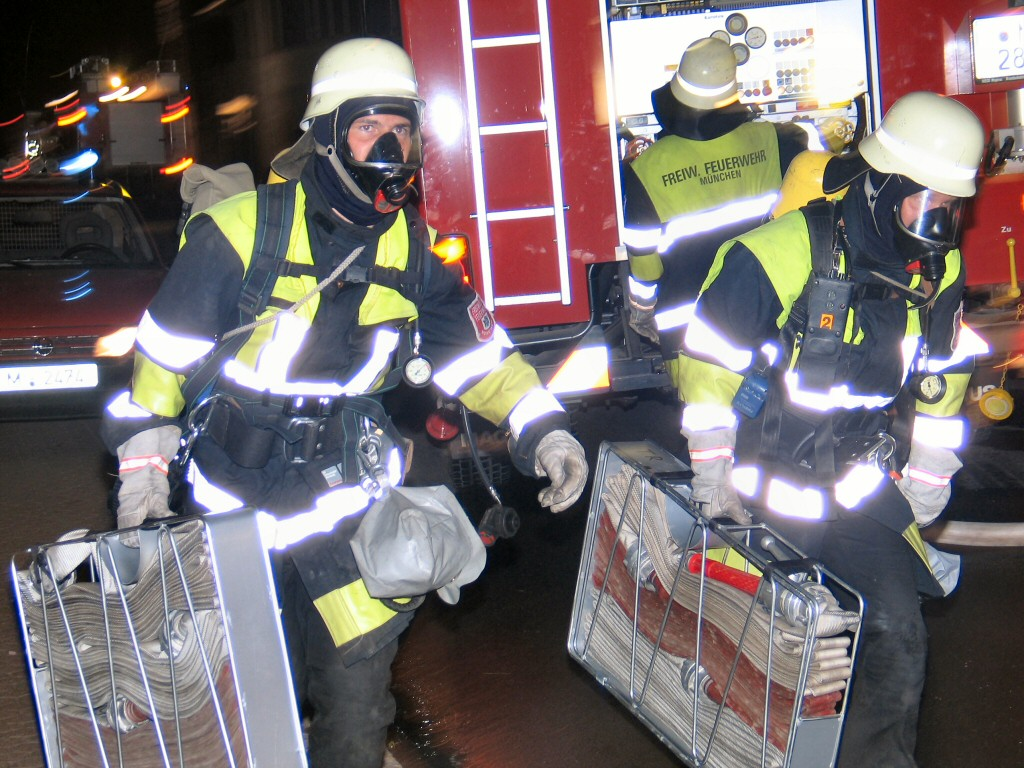
Pompieri din Germania echipați cu mijloace individuale de protecție. Dungile reflectorizante de pe combinezoane sunt clar vizibile.

Prin echipament individual de protecție se poate înțelege orice echipament destinat a fi purtat sau mânuit de către un lucrător pentru a-l proteja împotriva unuia ori a mai multor riscuri care ar putea să îi pună în pericol securitatea și sănatătea la locul de muncă, precum și orice supliment sau accesoriu proiectat pentru a îndeplini acest obiectiv..
Acest tip de echipament diferă în funcție de tipul de activitate la care este folosit.

## Clasificare
În funcție de zona protejată
- Pentru protecția capului: casca care poate fi cu vizor, pe șantiere de construcții și în unele fabrici;
- Pentru protecția ochilor: ochelari de sudură sau mască împotriva radiațiilor ori fragmentelor care pot produce leziuni traumatice
- Pentru protecția mâinilor: mănuși de protecție
- Pentru protecția piciorului:se poartă încălțăminte de protecție pe șantierele de construcții și în unele ramuri industrie, genunchiere,;
- Pentru protecție corpului: îmbrăcăminte profesională generică și specifică (șalopetă, pantaloni lungi, mănuși, bocanci, șepci, ...) în funcție de temperatură (cald, rece) și de vreme, securitatea la incendiu, activitate (sudură, substanțele chimice implicate, îmbrăcăminte de mare vizibilitate);
- Măști respiratorii: măști de protecție, filtre;
- Protecție auditiva împotriva zgomotului (scoici pasive, șepci active);

În funcție de tipul de activitate la care este folosit
- Împotriva stropilor de produse chimice sau biologice,
- Împotriva căldurii și a riscului de incendiu
- Împotriva riscului traumatic (tăieturi, abraziune, veste antiglonț)
- Contra căderilor de la înălțime: ham, bobine, cârlige, frânghii (coardă dispozitive contră);
- Pentru protecție împotriva riscului de electrocutare sau electricitate statică: scaune și covoare izolante, mănuși electricieni, dispozitive de împământare, etc.

Pentru activități specializate
- Îmbrăcăminte de protecție specifică pentru grupuri specializate: alpinism, scufundare (costum de scafandru), de vizibilitate mare (pentru a nu fi lovit de vehicul sau pentru manevrare, etc.;
- Pentru protecții specifice: detectoare de gaz,  costume de scafandru, aparatul de respirat cu aer comprimat, etc.

Pentru fiecare tip de activitate angajatorul trebuie să asigure siguranța și protecția salariatului pe care îl are sub autoritatea sa. Pentru aceasta din punct de vedere legal conducătorul unității, administratorul după caz, trebuie să facă evaluarea riscurilor

## Echipare și dotare

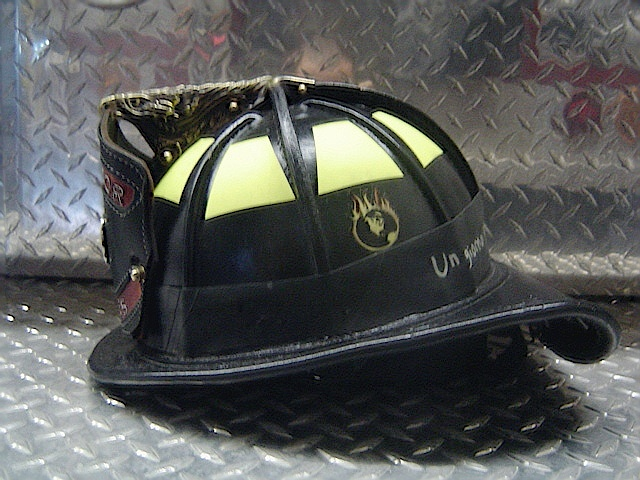
Cască de protecție pentru pompieri din SUA

Echipamentul de protecție se prevede de către proiectanți, conducător de instituție sau agent economic de la ca la caz, în conformitate cu prevederile legale și normele de dotare prevăzute de protecția muncii.
În cazul personalului de intervenție angrenat în acțiuni din cadrul situațiilor de urgență, ansamblul de mijloace individuale de protecție din dotare, are scopul de a asigura pe durata intervențiilor protejarea împotriva efectelor apei, radiațiilor calorice, fumului, gazelor toxice, loviturilor mecanice ori ale căderilor de la înălțime sau ale altor condiții de mediu cu potențial de periculozitate.

### Serviciile de pompieri
Din categoria echipamentului individual de protecție pentru pompieri fac parte următoarele mijloace pentru protecție: cască de pompier, costum de protecție contra apei, costum de protecție anticaloric, masca contra fumului și gazelor, aparatul izolant cu oxigen, aparatul de respirat cu aer comprimat, trusa cu butelii și cartușe filtrante, aparatul pentru cercetare chimică, trusa electrică, cizmele de cauciuc electroizolante, cizmele de protecție cu tălpi neperforabile, mănușile de cauciuc și ochelarii pentru sudură.